# Näsberg
Näsberg är resterna av ett litet samhälle i Bodens kommun, några mil norr om Boden innan man kommer till Murjek, som tidigare också var ett stenbrott. Intill malmbanan finns lämningarna efter stenbrottet som exempelvis försåg Sikfors kraftstation och SJ:s anläggningar med sten fram till 1938. Några kilometer norrut finns grannbyn Randaträsk.
Bland invånarna som bott i Näsberg märks bland andra författaren Eyvind Johnson, Norrlands enda nobelpristagare i litteratur. Han flyttade med fosterföräldrarna till Hedberget/Näsberg när han hade slutat skolan tolv år gammal år 1913. Näsbergs stenbrott, särskilt Idberget med dess sprickfria något i rött skiftande granit, gav mer än ett 20-tal man årligt förvärvsarbete. Utöver tre förläggningsbaracker växte här en liten by fram med fast boende. Granit levererades till ett stort antal anläggningar och byggen i norra Sverige ända till år 1938 då brytningen upphörde.